# Réserve naturelle d'Ulvøyværet
La réserve naturelle d'Ulvøyværet est une réserve naturelle norvégienne qui est située dans la municipalité de Hadsel dans le comté de Nordland.

## Description
La réserve naturelle comprend une zone d'îlots et de récifs à l'ouest de Hadseløya. La zone a une superficie de 8,879 km2, dont 8,808 km2 en zone maritime. La zone est protégée pour sauvegarder une zone de nidification importante pour les oiseaux marins : Grand Cormoran, Goéland marin, Goéland argenté, Guillemot à miroir, Eider à duvet, Anatinae, Anserinae...